# Davidstern

Der blaue Davidstern aus zwei ineinander verwobenen Dreiecken

Siegel Salomos

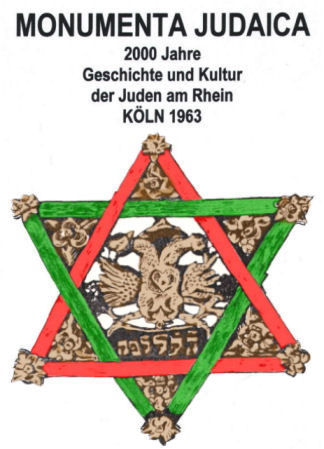
Davidstern rot-grün (jüdische Kunst)

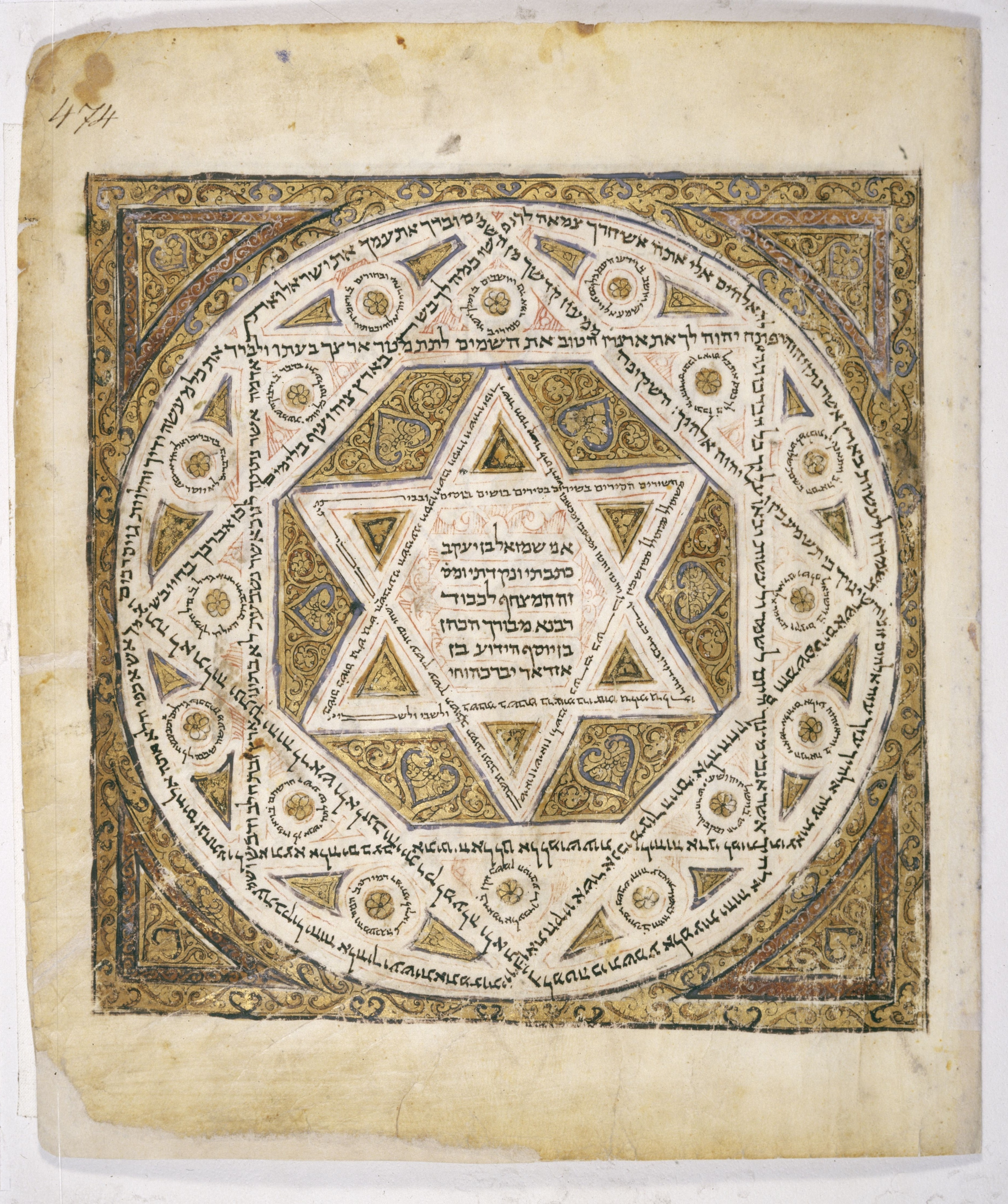
Der Davidstern in der ältesten überlieferten Kopie des masoretischen Textes, dem codex leningradensis, datiert 1008.

Der Davidstern (hebräisch מגן דוד Magen David, deutsch ‚Schild Davids‘), benannt nach König David, ist ein Hexagramm-Symbol mit religiöser Bedeutung. Er gilt heute vor allem als Symbol des Volkes Israel und des Judentums. Die Bezeichnung stammt aus einer mittelalterlichen Legende. Davor wurde es auch als „Siegel Salomons“ (2. Bild) bezeichnet.
Das Symbol besteht aus zwei blauen, ineinander verwobenen gleichseitigen Dreiecken, einem nach oben weisenden und einem nach unten weisenden, deren Mittelpunkte identisch sind. Dadurch entsteht in der Mitte der Darstellung ein regelmäßiges Sechseck, an dessen Seiten sich sechs kleine gleichseitige Dreiecke anschließen, deren Seitenlänge (und damit auch die des Sechsecks) jeweils ein Drittel der Seitenlänge der beiden Grunddreiecke beträgt.

## Interpretation des Symbols
Je nach Zweck und Verwendung des Hexagramms variiert auch die Deutung dieses Symbols. Zum Beispiel wird der Davidstern als symbolische Darstellung der Beziehung zwischen Menschen und Gott interpretiert. Das nach unten weisende Dreieck besagt: Der Mensch hat sein Leben von Gott erhalten. Das nach oben weisende Dreieck besagt: der Mensch wird zu Gott zurückkehren.
Der Umriss hat sechs äußere Spitzen und sechs nach innen geknickte Ecken, die zusammen zwölf Ecken bilden. Diese zwölf Ecken des Sterns sollen die Zwölf Stämme Israels darstellen. Außerdem stehen die sechs Dreiecke für die sechs Schöpfungstage und das große Sechseck in der Mitte steht für den siebenten Tag, den Ruhetag.

## Geschichte des Davidsterns

### Hellenismus, Talisman im Frühmittelalter
In der hellenistischen Welt war das Hexagramm zunächst ein allgemein von Juden und Nichtjuden verwendetes dekoratives Motiv und hatte offenkundig keinen direkten Bezug zum Judentum.
Im Frühmittelalter bekam das Hexagramm eine abwehrende Bedeutung und wurde gleichermaßen von Muslimen, Christen und Juden als Talisman gegen Dämonen und Feuergefahr verwendet. Man stattete Kirchengebäude, Bibelmanuskripte sowie christliche und jüdische Unterschriften auf amtlichen Dokumenten mit diesem Symbol aus.

### Bedeutungsverschiebung von Gilden- zu jüdischer Symbolik, Legendenbildung
Um das 14. Jahrhundert verbanden jüdische mystische Texte das Hexagramm als Talisman – sowie andere Symbole – mit älteren Darstellungen auf einem Schild, der mit der Macht Gottes verbunden gewesen sein und einst König David geschützt haben soll. Mit dem Aufkommen des Buchdrucks im 15. Jahrhundert verwendeten einige jüdische Verleger in Europa das Hexagramm für die Gestaltung ihrer Imprimatur.

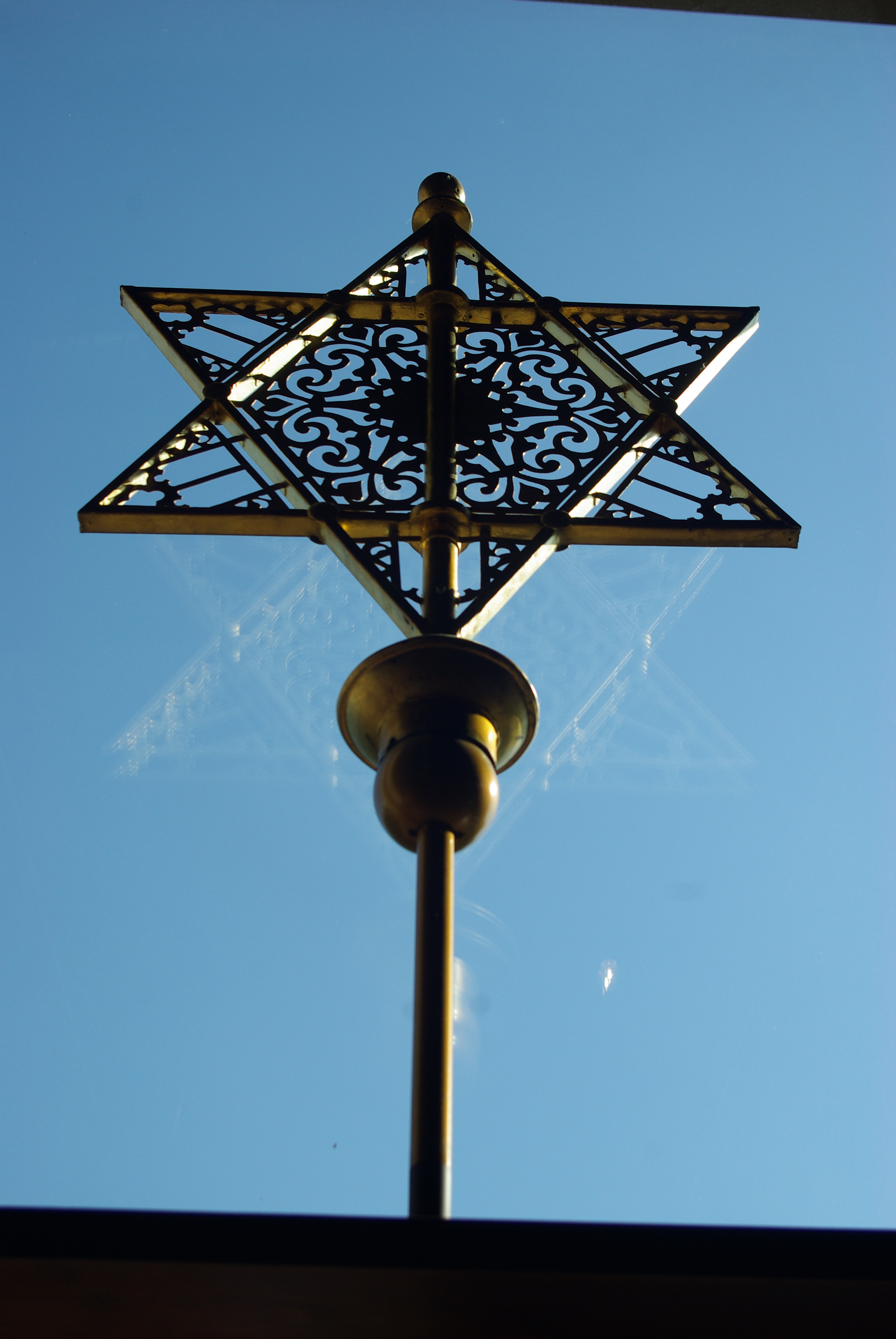
Davidstern der einstigen Semper-Synagoge in Dresden, seit 2001 in der Neuen Synagoge Dresden

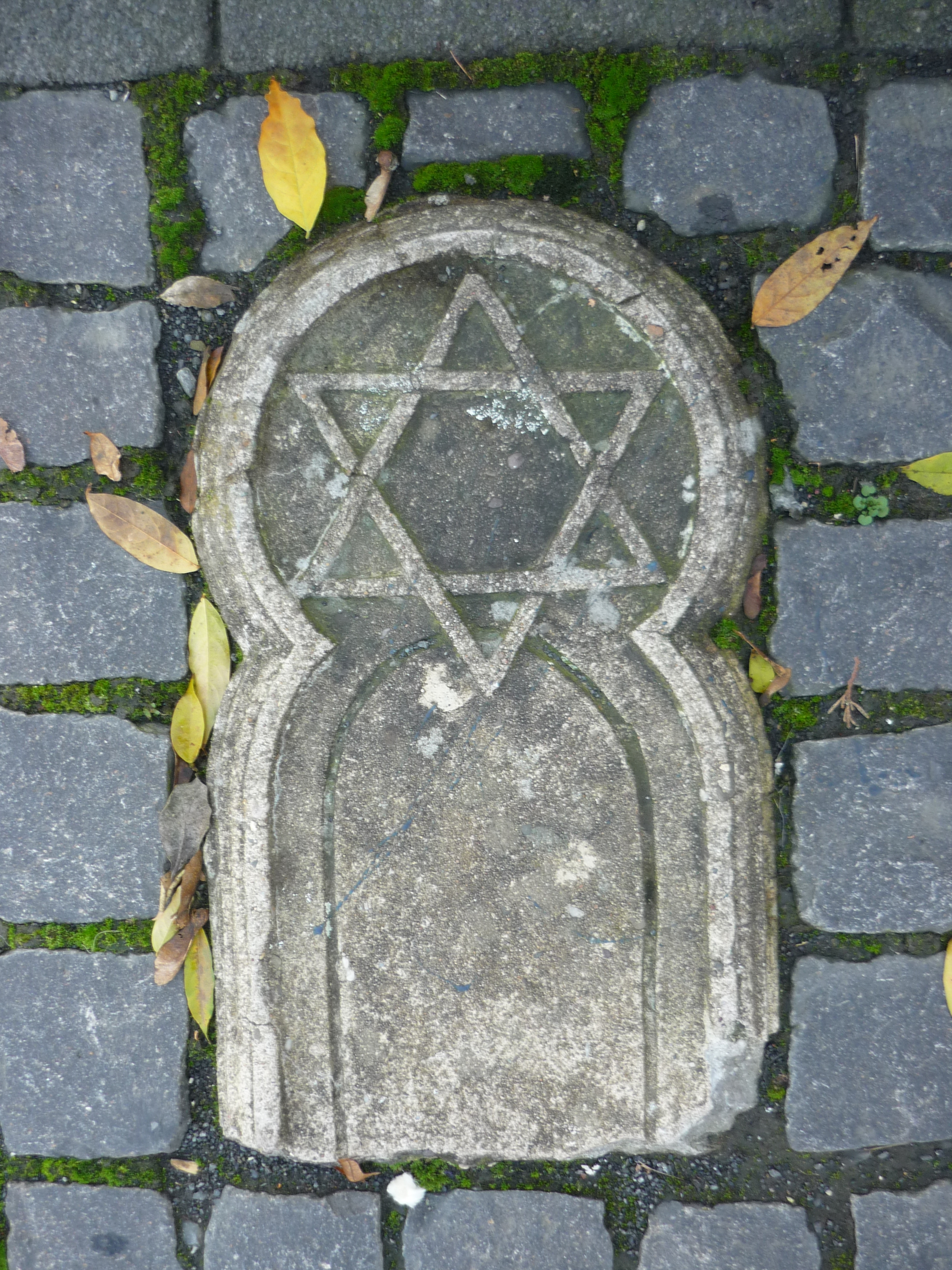
Element der Dachbalustrade der Synagoge in Hamm (Sieg) (erbaut 1813 oder 1894) mit Davidstern aus zwei ineinander verwobenen Dreiecken

Die in der Literatur vielfach zitierte Behauptung, dass Kaiser Karl IV. 1357 den Prager Juden das Tragen einer Flagge mit dem Davidstern erlaubte, hat der tschechische Historiker Alexander Putík bereits 1993 widerlegt. Als den Urheber dieser durch keinerlei Quellen nachzuweisenden Legende führt er den Chronisten Wenzel Hagek (Hajek) von Libotschan an. Dieser beschreibt in seiner 1541 erschienenen und gern gelesenen, allerdings in den Angaben äußerst unzuverlässigen, da literarisch reichlich ausgeschmückten Chronik der tschechischen Geschichte Kronyka Czeská ein rotes Banner mit Davidstern und Salomonssiegel.         Die weite Verbreitung und Hartnäckigkeit dieser Legende zeigt sich auch darin, dass ein rotes Banner mit goldenem Davidstern in dem großen Wappen der Stadt Prag zu finden ist, in dem es den Prager Stadtteil Josefov (Josefstadt) symbolisiert.
Putík wies nach, dass die jüdische Gemeinde von Prag den Magen David (Davidstern) auf ihrem Banner zum ersten Mal 1490 bei den öffentlichen Feierlichkeiten anlässlich der Krönung von Vladislav II. zum König von Ungarn verwendete. Das Banner hatte die gleiche Form wie die Banner der Gilden, und das öffentliche Tragen wurde vermutlich von Vladislav II. bewilligt. Das Banner wurde in der Altneu-Synagoge in Prag aufbewahrt.
1598 erteilte Kaiser Rudolf II. dem Vorsteher der jüdischen Gemeinde in Prag Mordechai Meisel als Zeichen einer besonderen Gnade das Recht, für seine Privatsynagoge ein gleich gestaltetes Banner anfertigen zu lassen. Die Banner wurden nur zu besonderen Anlässen wie Krönungsfeierlichkeiten, Besuchen des Königs in Prag oder Geburt eines Thronfolgers aus der Synagoge geholt und öffentlich gezeigt. Im Laufe der Geschichte erfuhren die Banner einige Änderungen. So wurde seit der Mitte des 16. Jahrhunderts im Davidstern ein Judenhut eingebettet.
Seit 1623 durfte die Prager jüdische Gemeinde ein Siegel verwenden, dessen erhaltene Abdrücke den Davidstern und Judenhut zeigen. Die gleichen Symbole finden sich als Zierde auf öffentlichen Gebäuden wie der Altneu-Synagoge und dem Jüdischen Rathaus. Von Prag aus verbreitete sich der Gebrauch des Hexagramms seit dem 17. Jahrhundert in den jüdischen Gemeinden ganz Europas. Putík führt diesen Umstand auf die messianistische Bedeutung des Symbols zurück.
Im 17. Jahrhundert trennte in Wien ein Grenzstein das christliche Viertel (durch ein Kreuz) vom jüdischen Viertel (durch ein Hexagramm). Dort wurde erstmals das Hexagramm als ein dem Kreuz gleichwertiges Symbol der religiösen Identifikation verwendet.
Wie wenig der Stern im Mittelalter als Symbol der jüdischen Gemeinde galt, sondern eher alttestamentliche Zusammenhänge aufwies, zeigen einige Flaggen der vorosmanischen Reiche an der Ägäis. Während des Spätmittelalters wurde das Symbol als „Siegel Salomons“ in den Flaggen des türkischen Candar und von Karaman verwendet.

### Zunehmende politische Bedeutung

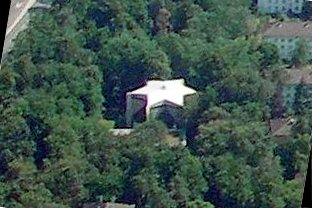
Karlsruher Synagoge mit dem Grundriss eines Davidsternes

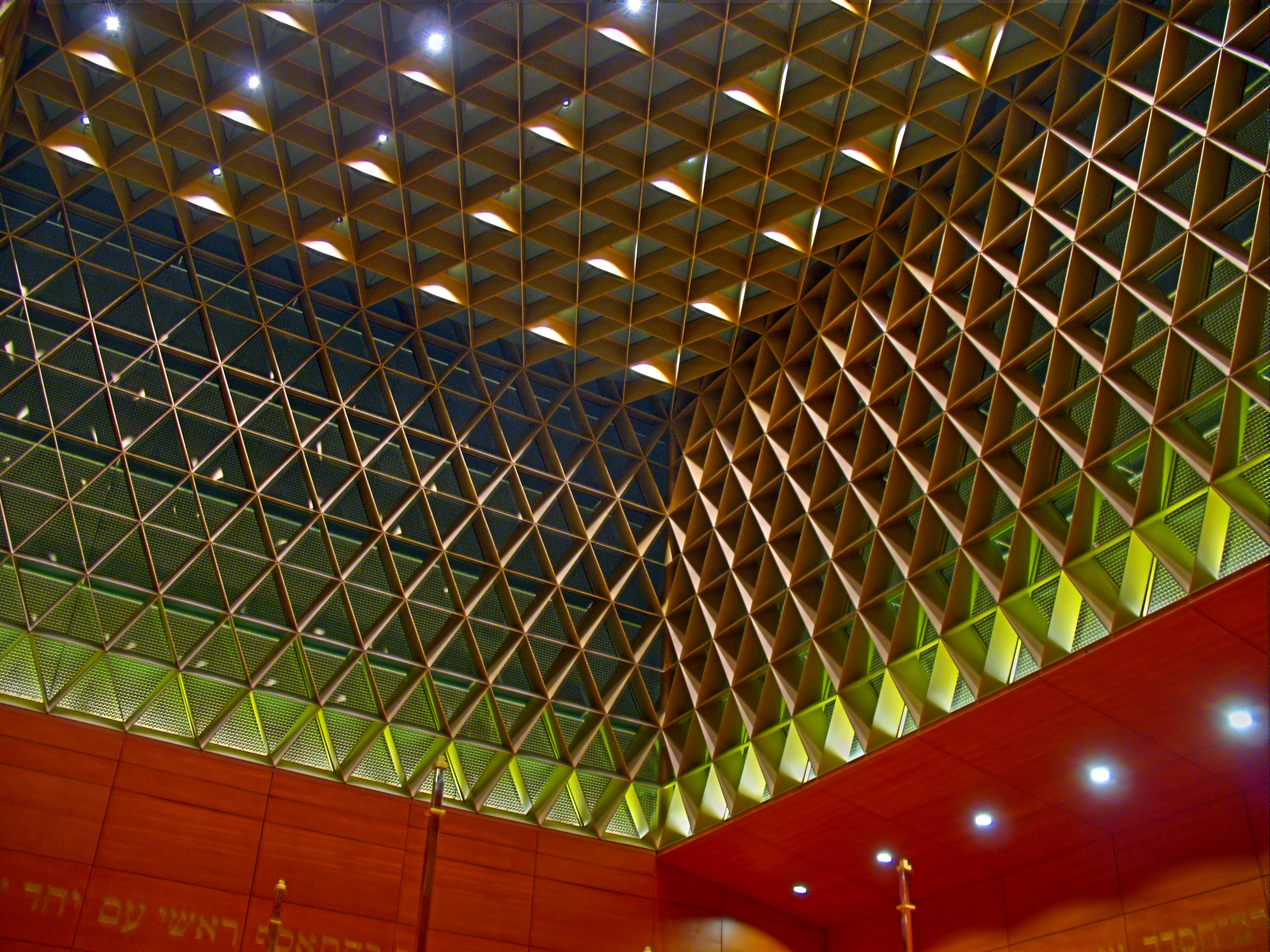
Davidsternsymbolik in der Münchner Synagoge

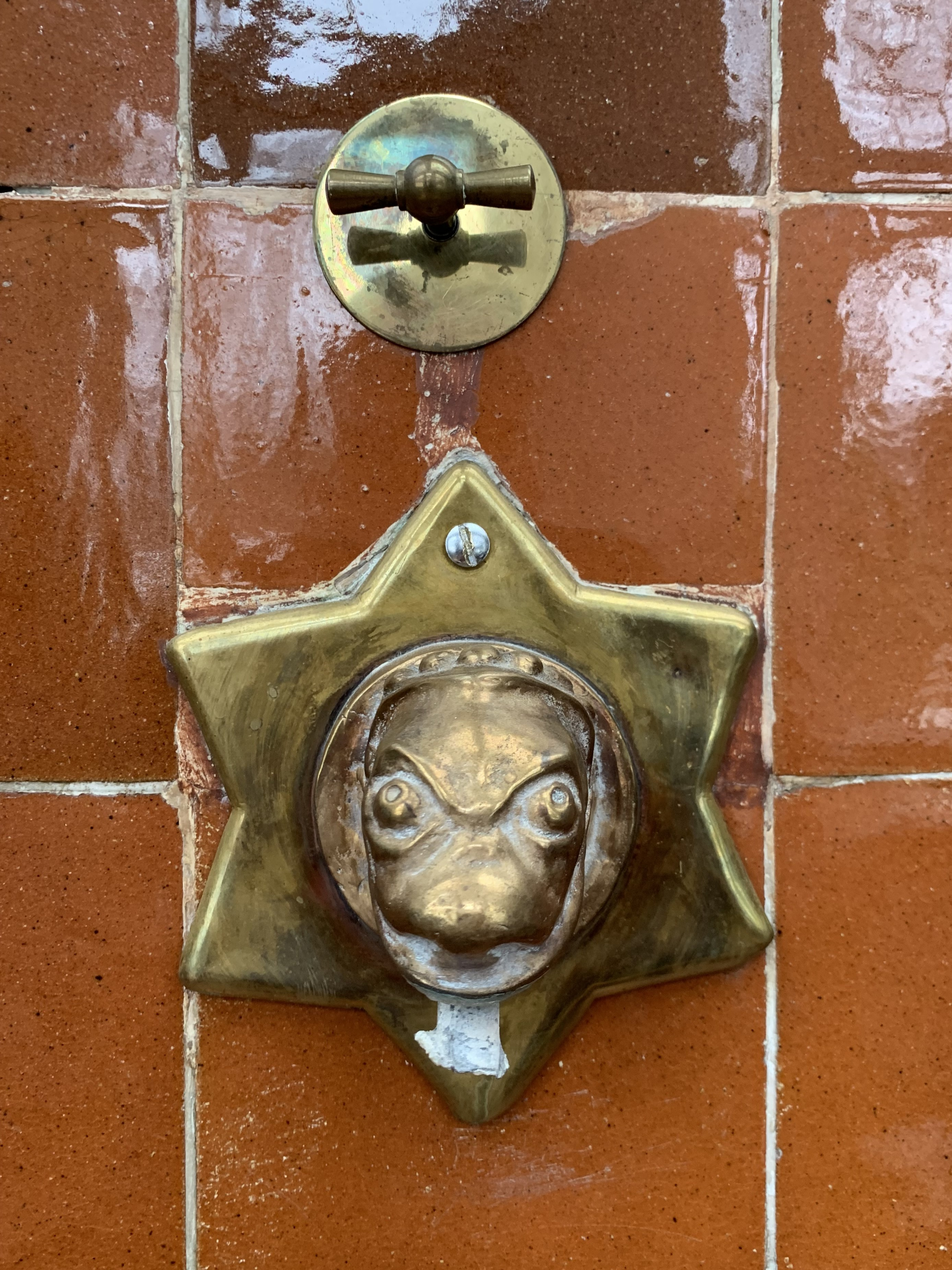
Der Davidstern ist als jüdisches Symbol auch an profanen Gebäuden zu finden; hier Wasserspeier in Form eines Davidsterns, Gutenbergstraße 50, Krefeld

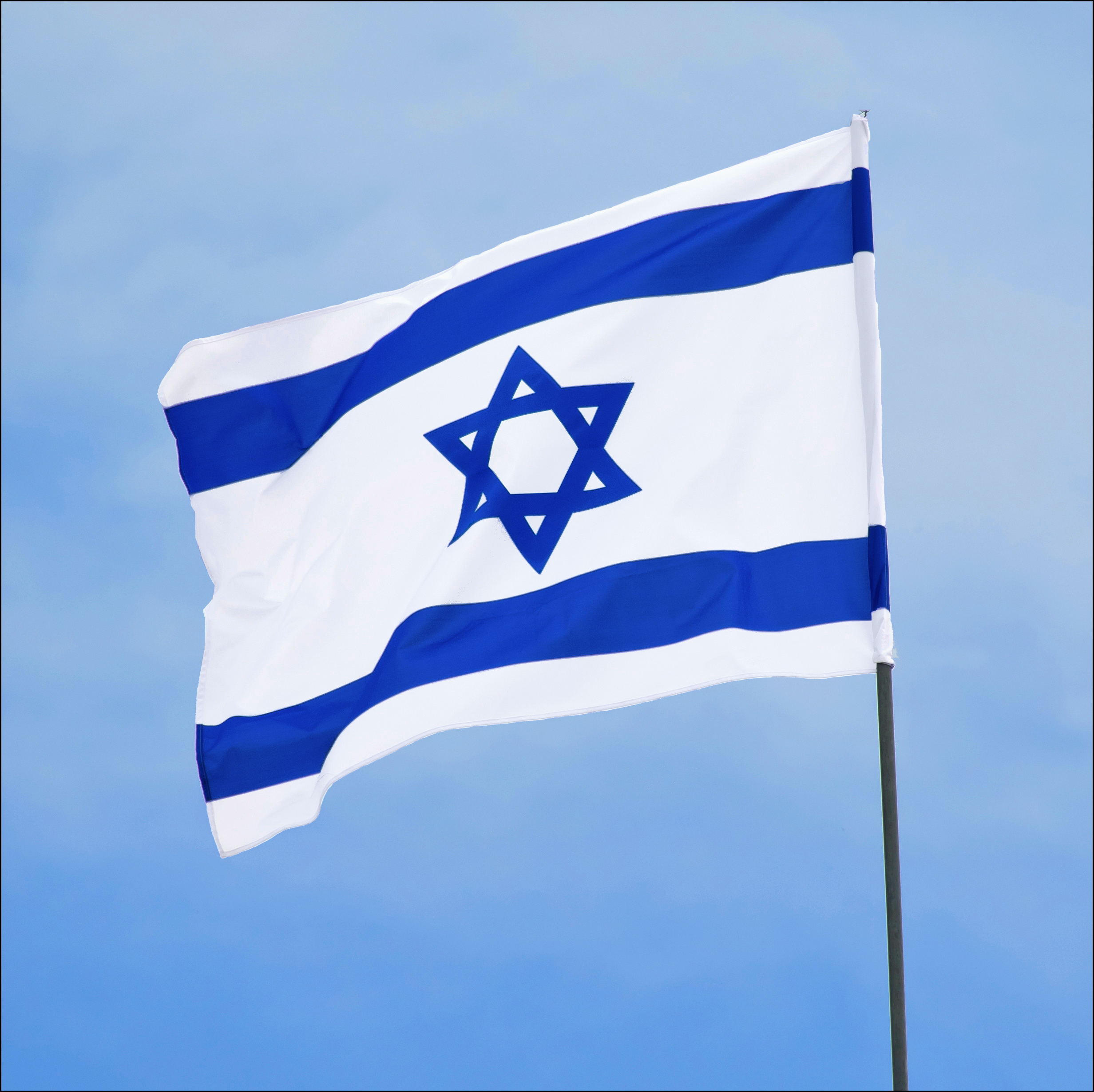
Als politisches Symbol für den Zionismus verwendet, fand der Davidstern seinen Weg auf die Flagge des Staates Israel.

Vom 18. Jahrhundert an gilt das Hexagramm als allgemeines Glaubenssymbol. Mit der Aufklärung im 18. Jahrhundert, als in Europa die Judenemanzipation Hoffnungen auf eine volle Staatsbürgerschaft in den neugebildeten europäischen Nationalstaaten weckte, trat ein wichtiger Wandel ein. Bisher war das Judentum von den übrigen Buchreligionen nie als gleichwertig anerkannt worden. Für die integrationsbewussten Juden der Aufklärung, die sich für das Judentum als Religion einsetzten, wurde ein Symbol erforderlich, das die Religion, wie das Kreuz das Christentum, repräsentierte. Als solches Symbol bot sich der Davidstern (Magen David) an. Nichtjüdische Architekten verwendeten den Magen David, um beim Synagogenbau die ähnlichen Gebäudeformen von Kirchen abzugrenzen.
Die frühe Abbildung eines als „Scutum Davidicum“ (Davidschild) bezeichneten Hexagramms findet sich als Frontispiz in der von Goethe zitierten Schrift „Natvrae Naturantis & [et] Naturatae Mysterivm, in Scvto Davidico exhibitum […] D. i. [Das ist] Geheimniß Der Schaffenden und Geschaffenen Natur; im Schilde Davids enthalten […] Berlenburg [Berleburg] bey Johann Jacob Haug/ Im Jahr 1724.“
Als europäische Juden Ende des 19. Jahrhunderts schließlich tatsächlich zunehmend gleichberechtigt und am politischen Geschehen beteiligt wurden, wuchs allerdings der Antisemitismus in nicht-jüdischen Kreisen. Als Antwort darauf kann der Zionismus betrachtet werden: die Bewegung zur Errichtung eines selbstständigen jüdischen Nationalstaates. Die Zionisten übernahmen den Magen David eher als säkulares denn als religiöses Symbol.
In der Zeit des Nationalsozialismus wurde den nach den Rassegesetzen als Juden geltenden Personen mit der Polizeiverordnung vom 1. September 1941 zwangsweise das Tragen einer abgewandelten Version des Magen David, des „Judensterns“ („Gelben Sterns“), zur öffentlichen Kennzeichnung ihrer Kleidung auferlegt. Das kann als Wiederholung von Geschehnissen des mittelalterlichen Europas gesehen werden, in dem christliche Fürsten das Tragen eines Gelben Flecks anordneten, um die Juden für die Christen kenntlich zu machen.
Mit der Staatsgründung Israels am 14. Mai 1948 wurde der Magen David zum Emblem der Nationalflagge Israels.

## Sonstiges
- Der Davidstern ist im Unicode-Block Dingbats als Schriftzeichen „✡“ festgelegt, er trägt die Unicode-Nummer U+2721 (10017) und als Dezimaler HTML Code &#10017;
- Arthur Stephen Mavrogordato bestimmte den Davidstern zum Symbol der Polizei in Trinidad und Tobago.
- Die gleiche Form besitzt der Brauerstern, ein Zunftzeichen der Brauer und Mälzer.
- Die Krankenrettungsorganisation Magen David Adom benutzt den Stern in der Farbe Rot (in Anlehnung an das Rote Kreuz) als Organisationszeichen.